# Список населённых пунктов Вилегодского района
*Административные центры указаны жирным шрифтом
- Беляевское сельское поселение
  - Барановская
  - Гляевская
  - Голеневская
  - Даниловская
  - Докукинская
  - Климовская
  - Клочихинская
  - Лыковская
  - Микляевская
  - Нестеровская
  - Подчаевская
  - Прислон
  - Рохновская
  - Спиридоновская
  - Степаньково
  - Чесноковская
  - Шалимово
- Вилегодское сельское поселение
  - Васюнино
  - Вилегодск
  - Гришинская
  - Дресвянка
  - Заболото
  - Клубоковская
  - Клубоковская Выставка
  - Колодино
  - Кочнева Гора
  - Лубягино
  - Маурино
  - Мышкино
  - Насадкинская
  - Новораспаханная
  - Ногтева Гора
  - Перевоз
  - Пригодино
  - Самино
  - Сафроновская
  - Слободка
  - Сорово
  - Сысоевская
  - Теринская
  - Шиловский Починок
  - Широкий Прилук
  - Щербинская
  - Якушино
- Ильинское сельское поселение
  - Березник
  - Борисовец
  - Бурыгинская
  - Воронинская
  - Воронцово
  - Вохта
  - Выползово
  - Выставка Соловьихи
  - Демиха
  - Дьяконово
  - Елезово
  - Ершиха
  - Зыкова Гора
  - Ильинско-Подомское
  - Инаевская
  - Кожуховская
  - Конгур
  - Костиха
  - Кошкино
  - Кулига
  - Лисья Гора
  - Лукинская
  - Маркова Гора
  - Матвеевская
  - Мухонская
  - Новоселка
  - Осиновец
  - Островская
  - Паломыш
  - Пестово
  - Пирогово
  - Подомо
  - Полубреховская
  - Пречиста
  - Прокопьевская
  - Путятино
  - Роженец
  - Сидоровская
  - Слудка
  - Соколова Гора
  - Соловьиха
  - Спирковская
  - Стародыбина Гора
  - Столбовская
  - Стрункино
  - Тимиха
  - Филимоново
  - Фоминская
- Никольское сельское поселение
  - 1141 км
  - 1147 км
  - 1153 км
  - Андреевская
  - Безацкая
  - Бурцево
  - Виледь
  - Володино
  - Выставка Пятовская
  - Галахтионовская
  - Гашево
  - Глубоковская
  - Горбачиха
  - Горка
  - Демино
  - Денисовская
  - Ерзовка
  - Игольница
  - Исаковская
  - Казаково
  - квартала 69
  - Кивер
  - Колтас
  - Кочнеговская
  - Масловская
  - Наволок
  - Никитинская
  - Никольск
  - Пенкино
  - Поршенский Починок
  - Прислон
  - Рябовская
  - Рязань
  - Саранчиха
  - Семёновская
  - Соинский Починок
  - Таборы
  - Торопово
  - Чаброво
  - Чокур
  - Язинец
- Павловское сельское поселение
  - Аксеновская
  - Акуловская
  - Аферьевская
  - Быково
  - Володино
  - Горка
  - Городок
  - Жуковская
  - Залесье
  - Замятино
  - Заозерье
  - Ивашевская
  - Карино
  - Кибринская
  - Красавино
  - Крючиха
  - Лобанова Гора
  - Мокрая Горка
  - Наволок
  - Нетесовская
  - Нылога
  - Павловск
  - Петухово
  - Подборье
  - Поздяевская
  - Пологи
  - Пузырево
  - Ристухинская
  - Саввичи
  - Слобода
  - Шаманиха
  - Якино
  - Ярыгинская
- Селянское сельское поселение
  - Борок
  - Ивановская
  - Игнатовская
  - Пысье
  - Селяна
  - Сорово
  - Стафоровская
  - Тырпасовская
  - Фоминская
  - Фоминский
  - Шихи